# 扎維霍斯特

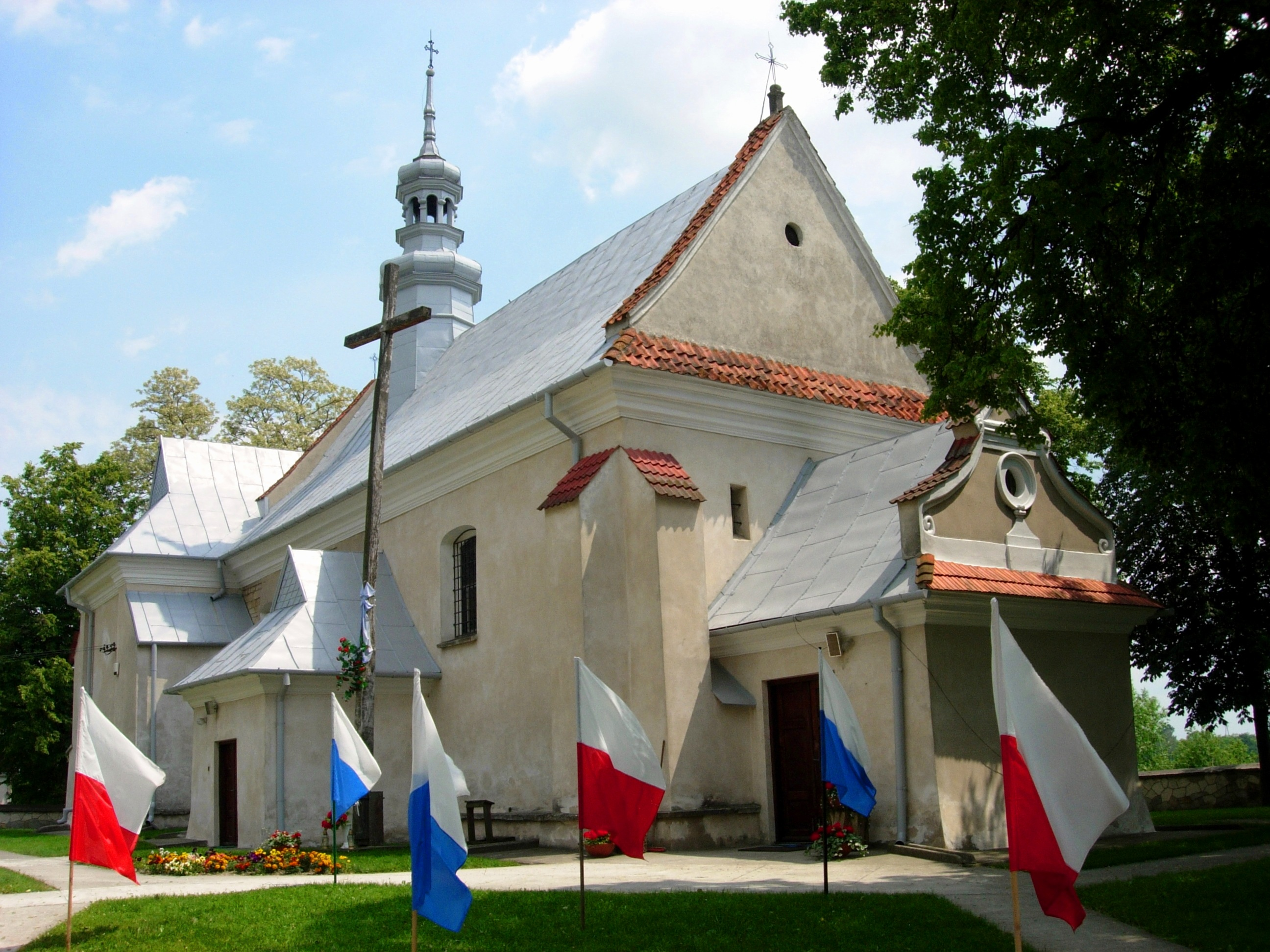

扎維霍斯特是波蘭的城鎮，位於該國東南部維斯瓦河左岸，距離桑多梅日約17公里，由聖十字省負責管轄，面積20.15平方公里，2006年人口1,853。
50°48′N 21°51′E / 50.800°N 21.850°E